# Prințul Paul al Iugoslaviei
Prințul Paul al Iugoslaviei (în sârbocroată Павле Карађорђевић; n. 27 aprilie 1893, Sankt Petersburg, Imperiul Rus – d. 14 septembrie 1976, Paris, Franța) a fost regentul Regatului Iugoslav în perioada 1934-1941, în timpul minoratului regelui Petru al II-lea. Paul era văr primar cu regele Alexandru I al Iugoslaviei. 

## Date biografice

### Origine
Acesta s-a născut în 1893 în Sankt Petersburg, Imperiul Rus, fiind fiul prințului Arsenie. Deoarece Serbia era atunci condusă de Dinastia Obrenovici, în calitate de membru al fiind membru al familiei rivale Karagheorghevic, atât Paul, cât și tatăl său, au trăit în exil, fiind cetățeni ruși. În 1904, după ce dinastia Karagheorghevic a luat puterea în Regatul Serbiei, Paul și tatăl său au primit cetățenia sârbă. 

### Regent
Până la asasinarea Regelui Alexandru I, Prințul Paul a fost aproape complet absent din viața politică. Totuși, conform testamentul regelui, până ce regele Petru al II-lea urma să devină major, prințul Paul avea să conducă consiliul de regență. 
Ideologic, Paul a fost considerat "mai mult iugoslav decât sârb", fiind de asemenea un susținător al democrației. Așadar, acesta a încercat să elimine elementele dictaturii predecesorului său, cum ar fi cenzura sau centralismul, cât și să rezolve conflictul sârbo-croat. Paul era anglofil, neavând încredere în Germania Nazistă și Italia Fascistă.
Situația s-a schimbat după 1935 când, pe fondul crizei economice, prințul Paul l-a numit în funcția de prim-ministru al Iugoslaviei pe politicianul de extrema dreaptă Milan Stojadinović, care trebuia să rezolve atât problemele economice, cât și conflictul interetnic sârbo-croat. Stojadinović considera că soluția pentru a ieși din criză e reprezentată de relații mai apropiate cu Germania Nazistă, astfel încât Regatul Iugoslav a început să adopte o poziție pro-germană. În ciuda poziției sale anglofile și francofile, după Remilitarizarea Renaniei, Prințul Paul și-a dat seama că politica externă a Iugoslaviei trebuie să se îndrepte către Germania. Văzând situația geopolitică a Europei, Prințul Paul a ajuns la concluzia că Marea Britanie sau Franța ar sacrifica Iugoslavia pentru relații mai bune cu Germania sau Italia. Stojadinović pe de altă parte era pro-nazist pe față și, cu acordul tacit al prințului a dus o puternică activitate diplomatică pentru a îmbunătăți relațiile cu Germania Nazistă și Italia Fascistă. Acordul Iugoslavo-Italian din 25 martie 1937 a slăbit de asemenea Mica Antantă.

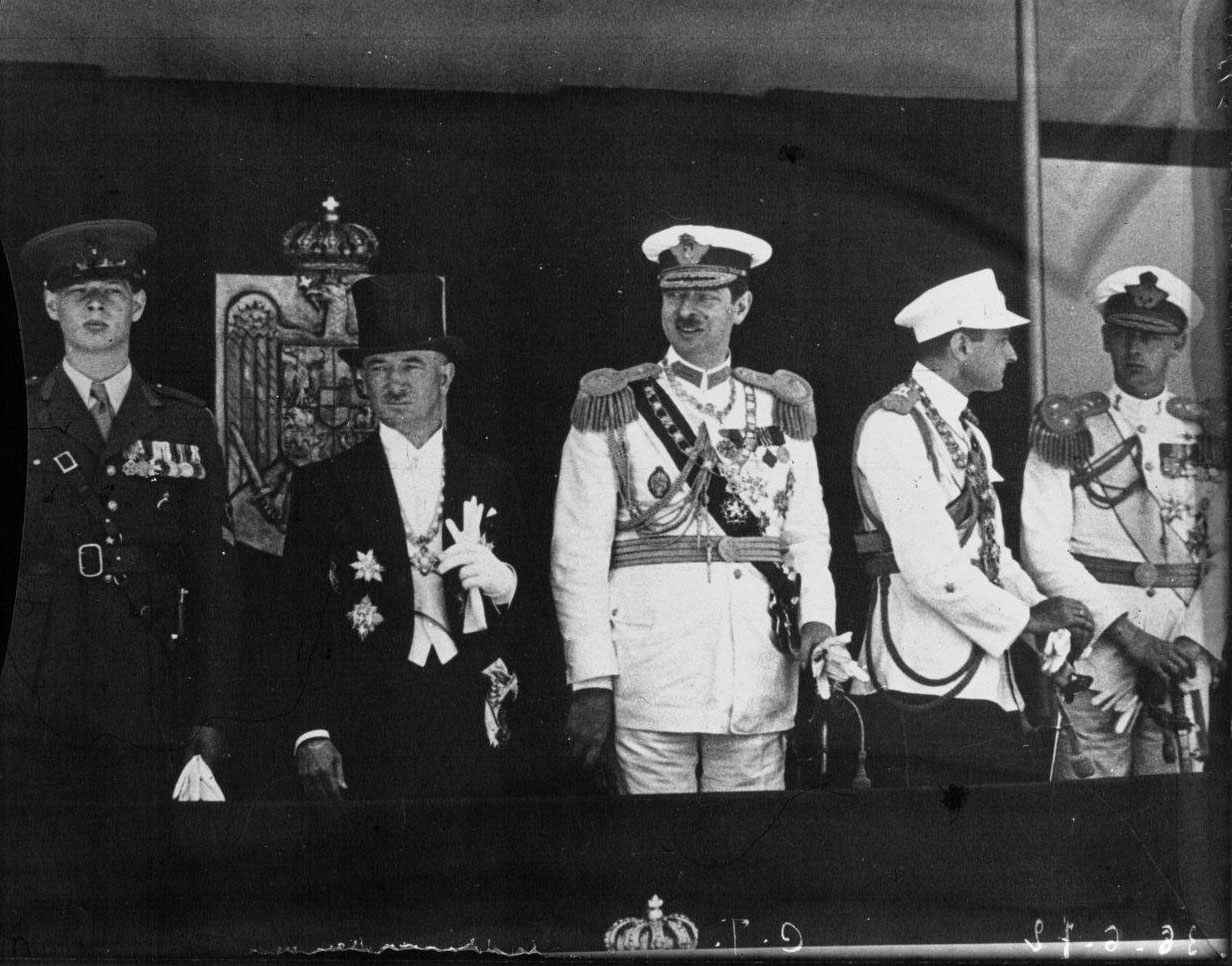
De la stânga la dreapta: Mihai I, Voievod de Alba Iulia, Președintele cehoslovac Edvard Beneš, Regele Carol al II-lea al României, Prințul Paul al Iugoslaviei și Principele Nicolae al României

În ianuarie 1939, Stojadinović l-a informat pe ministrul de externe italian Galeazzo Ciano cu privire la dorința sa de a transforma Uniunea Radicală Iugoslavă (partidul său) în singurul partid legal din Regatul Iugoslaviei, transformând astfel țara într-o dictatură fascistă, pe model italian. În consecință, pe 4 februarie, Prințul Paul l-a demis pe Stojadinović, iar progresul peivind relațiile dintre Iugoslavia și Puterile Axei a fost stopat. Paul a respins cererea Italiei de a sprijini invazia acesteia a Albaniei, dar nici nu a condamnat acest fapt, ceea ce a dus la critici din partea Turciei, aliat de-al Iugoslaviei. Ulterior, cele 2 țări au început să lucreze la întărirea Înțelegerii Balcanice, pentru a putea opri Italia din a ocupa noi teritorii. Prințul Paul i-a trimis o scrisoare regelui Carol al II-lea al României, prin care îl sfătuia să cedeze Cadrilaterul Bulgariei (țară pro-nazistă), pentru a o atrage în Înțelegerea Balcanică. De asemenea, Prințul Paul era îngrijorat și în privința Ungariei horthyste, care avea pretenții asupra Voivodinei. 
O dată cu apariția Pactului germano-sovietic, prințul Paul și-a pierdut orice speranță cu privire la un tratat de prietenie anglo-francez care să protejeze Iugoslavia de amenințarea italiană. Când a început cel de-al Doilea Război Mondial, Iugoslavia și-a declarat neutralitatea. În timpul războiului ciudat, Paul a încercat să se apropie de Germania nazistă, în ciuda simpatiilor personale. În consecință, Iugoslavia a adoptat legi antisemite. La data de 25 martie 1941, Iugoslavia a aderat la Pactul Tripartit. Mai mulți militari de rang înalt s-au opus acestui fapt, ceea ce a rezultat într-o lovitură de stat care l-a înlăturat pe Paul și care a anulat aderarea Iugoslaviei la Puterile Axei. În consecință, Germania, Italia și Ungaria au invadat Iugoslavia.

### Exilul și decesul
În timpul războiului, prințul Paul și familia sa s-au aflat în arest la domiciliu în Kenya britanică. Cumnata sa, Prințesa Maria a Greciei și Danemarcei, a încercat să-l aducă pe acesta în Anglia, însă Winston Churchill a refuzat, catalogându-l pe prințul Paul drept trădător și criminal de război. 
Autoritățile comuniste din Iugoslavia l-au catalogat pe prințul Paul drept "dușman al statului", confiscându-i proprietățile și declarându-l persona non grata. Paul a murit pe 14 septembrie 1976, la 83 de ani, în Paris, fiind înmormântat în Lausanne. 
Prințul Paul a fost reabilitat de autoritățile sârbe în anul 2011, iar în anul 2012 a fost reînhumat la Biserica Sfântul Gheorghe din Oplenac, alături de soția și fiul său.